# Géographie du Burundi

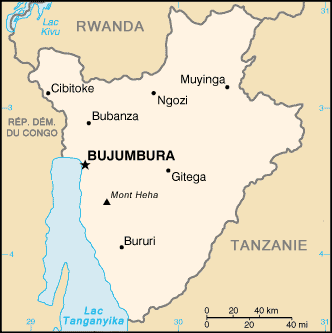
Carte du Burundi

Le Burundi est un pays situé en Afrique de l'Est. Sa superficie est de 27 834 km2. Son appartenance à la Communauté de l'Afrique de l'Est( EAC) contribue énormément à son désenclavement. Il est entouré de trois pays : la Tanzanie à l'est, le Rwanda au nord, la République démocratique du Congo à l'ouest et est bordé par le lac Tanganyika au sud-ouest.

## Structure du territoire
La superficie est de 27 834 km2 dont 2180 d'eau. Les frontières du Burundi totalisent 974 km. Elles sont partagées avec la République démocratique du Congo (233 km), le Rwanda (290 km) et la Tanzanie (451 km).

## Topographie

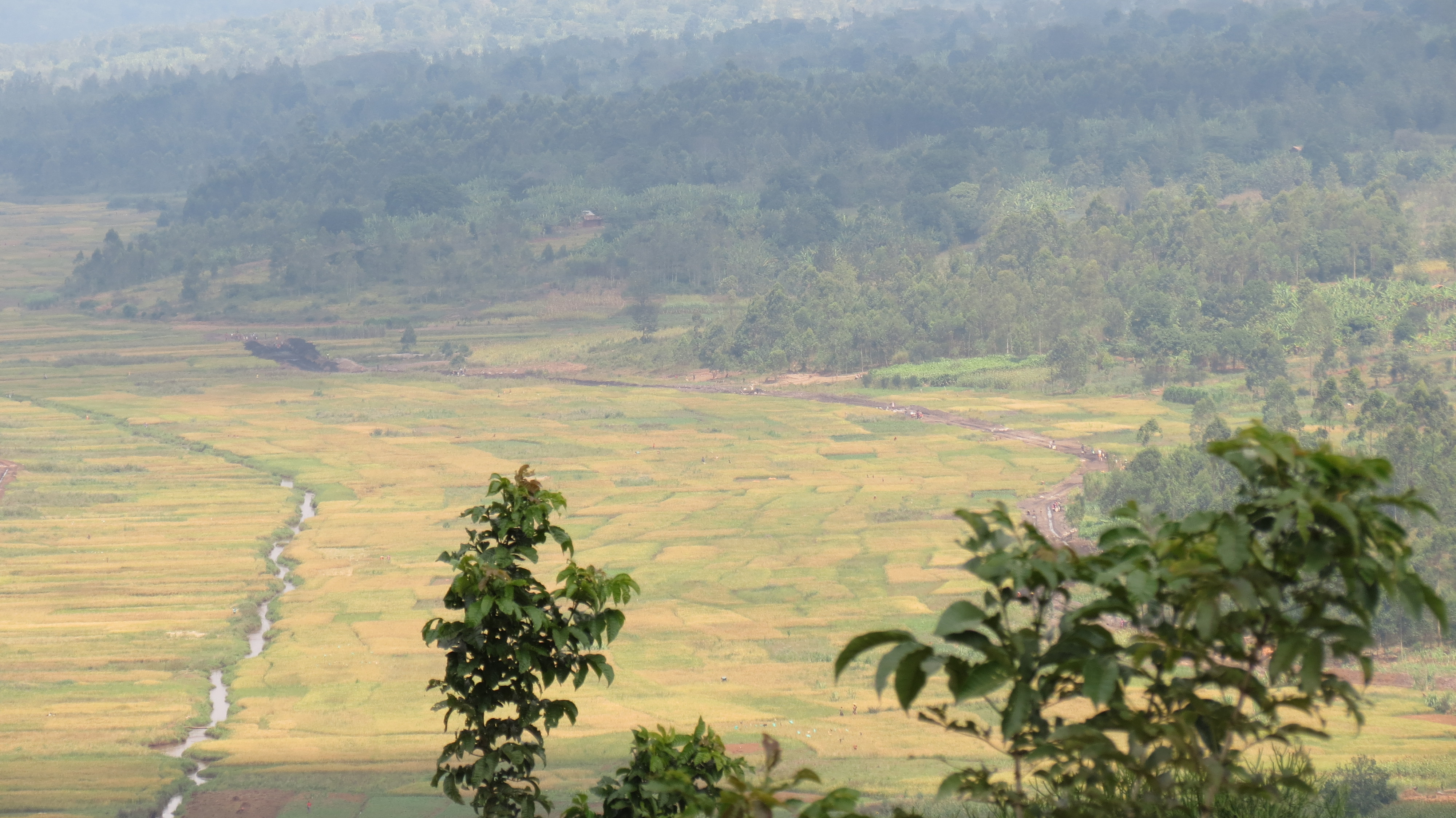
Haut plateau du Burundi.

Des collines et montagnes, quelques plaines à l'est. Le territoire national culmine au plus haut à 2 684 m un peu au sud-est du Mont Heha alors que le lac Tanganyika constitude le point le plus bas à une altitude de 772 m. Il chevauche la crête de la ligne de partage des eaux Congo-Nil, qui sépare les bassins du Congo et du Nil.

## Hydrographie

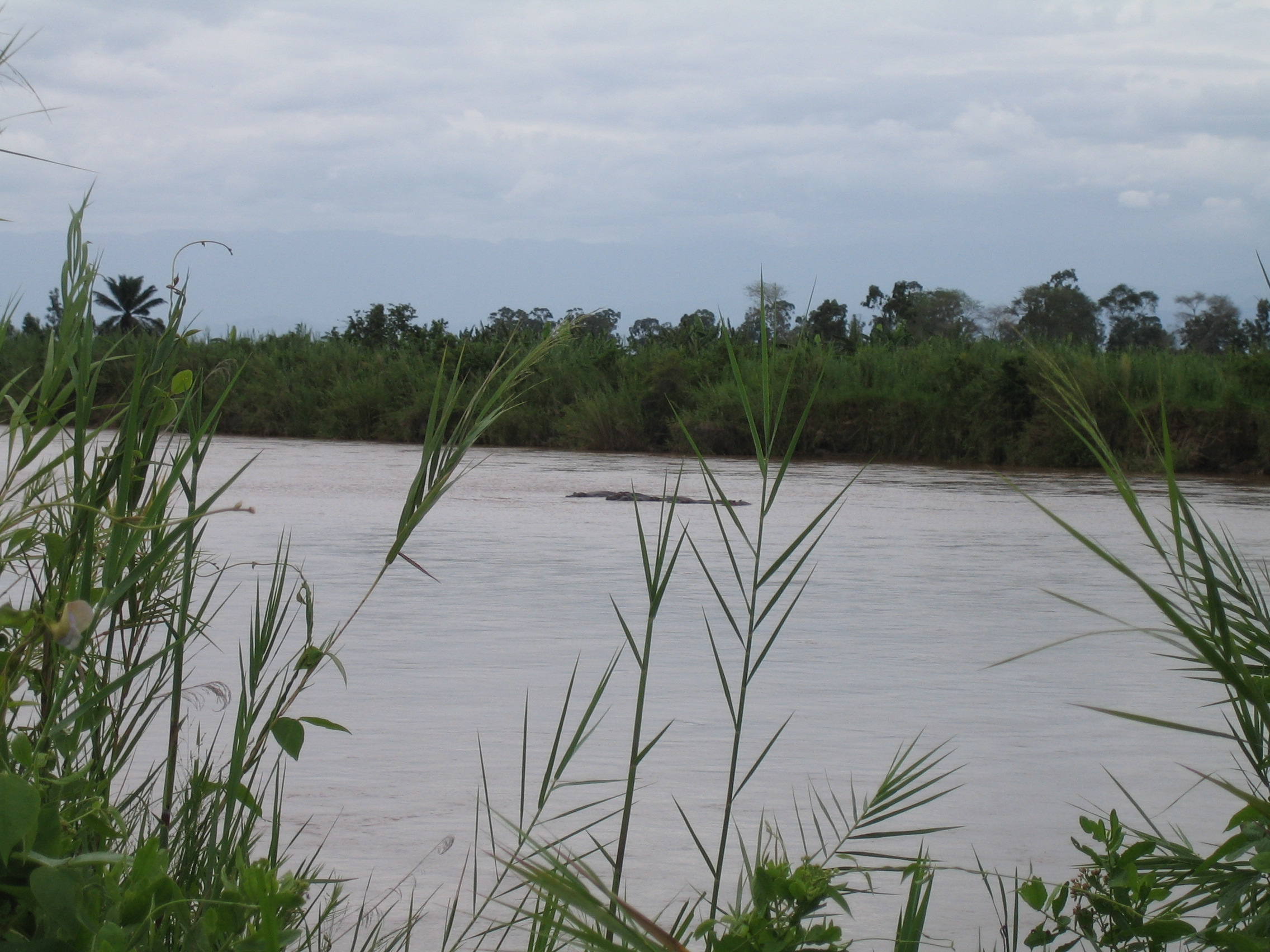
La rivière Rusizi

Les principales rivières sont la rivière Rusizi formant la frontière avec la Congo et qui se jette dans le lac Tanganyika, la Malagarazi et le Ruvubu.
Gasumo:la source la plus méridionale du Nil se situe au Sud du Burundi dans la province de Bururi.
Le lac principal est le lac Tanganyika qui est partagé avec la Tanzanie, le Congo et la Zambie. Il y a de nombreux autres lacs dans le nord-est du pays: Mwungera, Narungazi, Rwihinda, Cohoha, Kanzigiri, Rweru et Gacamirindi. Les plus étendus et plus connus sont Cohoha et Rweru qui font frontière avec le Rwanda. Au nord-ouest du pays existe un ptit lac: Lac Dogodogo situé entre le chef-lieu de la Province de Cibitoke et le chef-lieu de la Commune Rugombo.

## Géologie
Ressources naturelles : nickel, uranium, cobalt, cuivre, platine (non exploité), énergie hydraulique.

## Climat
Le pays est sous l'infuence d'un climat équatorial, haut plateau avec d'importantes différences d'altitude (de 772 à 2 684 mètres). La température moyenne annuelle s'étend de 17 à 23 degrés Celsius. Les précipitations annuelles sont de 1 500 mm en moyenne. Saisons des pluies de février à mai, puis de septembre à novembre.
| Lieu         | Pluie annuelle moyenne (mm) | Jours de pluie par an (jour) | Température annuelle moyenne (°C) |
| Bujumbura    | 830.1                       | 139.7                        | 24.0                              |
| Cankuzo      | 1215.1                      | 139.8                        | 19.8                              |
| Gitega       | 1208.1                      | 178.0                        | 19.5                              |
| Gisozi       | 1473.9                      | 178.3                        | 16.6                              |
| Imbo         | 794.5                       | 140.4                        | 24.1                              |
| Karuzi       | 1158.8                      | 136.3                        | 19.6                              |
| Kirundo      | 1071.1                      | 123.1                        | 20.7                              |
| Kinyinya     | 1190.2                      | 126.3                        | 21.9                              |
| Makamba      | 1269.9                      | 134.5                        |                                   |
| Mparambo     | 925.6                       | 141.8                        | 24.2                              |
| Mpota (Tora) | 1518.8                      | 184.6                        | 15.4                              |
| Muyaga       | 1180.1                      | 102.2                        |                                   |
| Muyinga      | 1099.7                      | 136.1                        | 19.8                              |
| Muriza       | 1156.5                      | 148.1                        | 18.6                              |
| Musasa       | 1160.0                      | 158.3                        | 21.6                              |
| Nyamuswaga   | 1361.9                      | 159.9                        | 18.9                              |
| Nyanza Lac   | 1271.2                      | 120.0                        | 23.4                              |
| Ruvyironza   | 1317.4                      | 166.2                        | 17.1                              |
| Rwegura      | 1678.2                      | 190.2                        | 14.9                              |
| Teza         | 1618.8                      | 190.9                        | 16.0                              |